# 유분자
유분자(劉盆子, 11년 ~ ?)는 중국 신나라와 후한 초기의 인물로, 전한 성양경왕의 자손으로서 적미군에게 꼭두각시 황제로 옹립되었다. 태산군 식현(式縣) 사람이다.

## 생애
성양강왕 유순의 증손이자 식절후 유헌의 손자로, 전한이 망하고 신나라에서 전한의 왕후들을 폐하면서 아버지 유맹도 작위를 잃어 일가가 그냥 식현 사람이 됐다. 그러다가 적미군이 일어나 식현을 지나가면서 두 형 유공·유무(劉茂)와 함께 사로잡혀 끌려다녔다. 맏형 유공은 상서를 익혀 적미군의 지도자 번숭과 함께 경시제에게 복속해 아버지의 작위인 식후를 회복했고 시중이 되어 장안에 남았으나, 유분자는 둘째형 유무와 함께 적미군중에 남아 소에게 꼴을 먹이는 목동이 됐다.
갱시 3년(25년), 경시제와 대립한 적미군이 경시제 군을 각지에서 무찌르고 화음 땅에 이르렀는데, 군중에 있던 제나라 출신 무당이 성양경왕에게 복을 빌던 중 신이 내려와 미쳐서 천자를 세우라고 부르짖고는 병이 들었다. 경시제에게 형 방망(方望)을 잃은 방양(方陽)은 번숭에게 경시제를 대신하는 새 천자를 세우도록 권했다. 무당의 말과 제장들의 의견이 일치해 적미군은 새 황제를 세우기로 하고 군중에서 성양경왕의 후손 70여 명을 찾았는데, 그 중에서 유무·유분자 형제, 그리고 전 서안후(西安侯) 유효(劉孝)가 가장 가까웠다. 나이 순으로 제비를 뽑으니 유분자가 제일 어렸는데, 황제로 뽑히고 모든 장수들이 그 앞에 엎드려 신하로 일컬었다. 당시 15세에 불과한 데다 옷도 해지고 맨발로 다니는 처지였는데, 무리가 자신에게 엎드린 것을 보고 두려워 황제가 되지 않으려 했다. 유공이 제비를 잘 간직하라고 하자, 제비를 물어 끊어 버렸다. 결국은 어쩔 수 없이 황제가 됐지만, 목동으로 계속 살았다. 이해 6월, 즉위하여 연호를 건세로 정했다.
적미군이 경시제의 장군 장앙(張卬) 등과 내통해 장안성에 들어가니, 경시제는 항복하고 폐위됐다. 이에 장락궁에 살았지만, 제장들은 서로 공을 내세우며 떠들고 다투니 결론이 나지 않았다. 적미군은 백성들을 약탈하기에 여념이 없었다. 납일이 되자 번숭 등이 대회를 열어 정전에 와서 앉았는데, 연회 자리가 전혀 정돈되지 않아 대사농 양음(楊音)이 칼을 끼고 난장판이 된 자리를 놓고 꾸짖었으나, 술과 고기를 두고 칼부림을 벌이다가 서로 죽고 다치는 자들이 있었고, 위위 제갈치(諸葛穉)가 백여 명을 죽여 가까스로 진정시켰다. 이런 혼란한 연회를 보고 공황에 빠져 하루종일 울기만 했다. 경시제가 패망한 후 액정(掖庭)의 궁녀 수 백천 명이 감금돼 굶어죽어가고 있었는데 감천궁(甘泉宮)의 악사들이 유분자를 보고 고두하고 기아에 빠졌다고 호소했고, 유분자가 쌀을 내어주어 이들은 굶어죽지 않게 됐다.
유공은 적미군이 장차 망할 것이라 보고 자신들에게 화가 연루되지 않기 위해 동생에게 와서 제위를 내놓을 절차를 알려주고, 건무 2년 정월 초하루에 열린 대회에서 유분자를 폐할 것을 상주했다. 그러나 번숭 등이 완고하게 반대해 결국 그 자리를 떠났다. 이에 스스로 인수를 풀고 고두하고 울고 탄식하면서 제위를 사양했다. 번숭 등 수백 명은 이를 두고 슬퍼하고 가련히 여겨 조아려 사죄하고 인수를 다시 채워 주니, 부득이하여 계속 제위에 있었다. 적미군은 그간의 경거망동을 삼가고 각자 영채를 닫고 지키니, 삼보가 조용해져 사람들이 천자를 총명하다 하고, 백성들은 앞다투어 장안으로 돌아왔다.
그러나 20여 일이 지나니 적미군은 다시 약탈을 시작했고, 성중에 양식이 떨어지고 보물도 이미 다 약탈해버렸기에 궁실들을 불태우고 서쪽으로 갔다. 유분자는 왕거를 타고 수백 기가 따랐다. 적미군은 경시장군 엄춘(嚴春)을 미(郿)에서 격파해 죽였다. 드디어 안정군과 북지군까지 진격했으나, 큰 눈이 내려 골짜기를 메워버리니 많이 얼어죽었다. 나머지는 돌아오는 길에 능을 약탈하고 여후의 시체를 욕보였다. 후한 광무제(光武帝) 유수(劉秀)의 대사도 등우가 장안에 와서 욱이현을 쳤으나 적미군에게 격파됐다. 9월, 적미군은 장안으로 들어왔다.
당시 한중왕 유가를 무도군으로 내쫓고 무안왕(武安王)을 자칭해 한중군에서 독립 세력을 형성하고 있던 연잠이 산관을 나와 두릉현에 주둔하자(실은 유가에게 얼마 전 져서 두릉현에 물러나 있던 상태였음) 적미군의 장수 방안(逄安)이 10여 만 군을 거느리고 격파했다. 등우가 방안이 정병을 거느리고 나간 틈을 타 연약한 유분자를 노려 공격했으나 적미군의 장수 사록(謝祿)이 구원을 오니 장안성 내의 고가(槀街)에서 등우를 무찔렀다. 연잠이 이번에는 경시장군 이보(李寶)와 합해서 또 두릉을 쳤으나 또 방안에게 격파됐고 이보는 방안에게 항복했다. 그러나 이보가 연잠에게 은밀히 서신을 보내 내통해, 연잠이 방안을 도발하고 방안이 진채를 비운 사이 이보가 방안의 진채를 장악했다. 방안은 패주했고 십여 만 명이 죽었다. 삼보는 황폐해져서 사람을 잡아먹을 지경이라 더 양식을 구할 수 없었다. 12월, 아직 20여 만 명이 남아 있는 적미군은 동쪽으로 돌아갈 것을 결정했다.
그러나 서쪽의 두 길을 광무제의 수하들이 장악하고 있었다. 파간장군 후진(侯進) 등은 신안에 주둔하고, 건위대장군 경감 등은 의양에 주둔하면서 어느 한쪽으로 적미군이 나오면 그쪽으로 합류하기로 약속했다. 이듬해 정월, 등우가 하북에서 와서 또 적미를 호(湖)에서 쳤고 또 패주했다. 적미군이 마침내 관문을 나섰으나, 광무제의 정이대장군 풍이에게 효저에서 격파당했다. 이를 들은 광무제는 의양으로 와서 맞아 싸우게 했다. 대군을 홀연히 만난 적미군은 광무제에게 투항하기로 했고, 유분자는 승상 서선(徐宣) 이하 30여 명과 함께 웃옷을 벗어(육단) 항복하고 전국옥새와 경시제의 7척 보검과 옥벽을 건네주었다. 광무제는 유분자를 가련히 여겨 상을 후하게 주었고 숙부 조왕 유량의 낭중으로 삼았다. 나중에 병으로 실명하자 형양(滎陽)의 균수관의 땅을 주어 종신토록 그 세로 먹고 살게 했다.

## 출전
범엽: 《후한서》 권11 유현유분자열전제1 중 유분자중국어 위키문헌에 이 글과 관련된 원문이 있습니다. 후한서 권11 유현유분자열전제1